# Stazione di Izumi-Tottori
La stazione di Izumi-Tottori (和泉鳥取駅?, Izumi-Tottori-eki) è una stazione ferroviaria della città di Hannan, nella prefettura di Osaka in Giappone. La stazione è gestita dalla JR West e serve la linea Hanwa.

## Linee e servizi
JR West
■ Linea Hanwa

## Struttura
La stazione è costituita da due marciapiedi laterali con 2 binari in superficie.
| 1 | ■ Linea Hanwa | per Kii e Wakayama                 |
| 2 | ■ Linea Hanwa | per Hineno, Ōtori, Tennōji e Osaka |

## Stazioni adiacenti
| ≪                                         | Servizio                                         | ≫            |
| Linea Hanwa                               | Linea Hanwa                                      | Linea Hanwa  |
| ----------------------------------------- | ------------------------------------------------ | ------------ |
| Izumi-Sunagawa                            | Locale Rapido Regionale1 Rapido B Rapido Kishūji | Yamanakadani |
| Il Rapido e il Rapido Diretto non fermano |                                                  |              |

Note
1: Il Rapido Regionale ferma solo in direzione Osaka